# Fiú egyéni műugrás a 2014. évi nyári ifjúsági olimpiai játékokon
A fiú 3 méteres műugrást a 2014. évi nyári ifjúsági olimpiai játékokon augusztus 24-én rendezték meg. Délelőtt a selejtezőt, délután pedig a döntőt.
A versenyszámot a kínai Jang Hao nyerte több mint tizenhét ponttal a mexikói Rodrigo Diego Lopez előtt. A dobogó harmadik fokára a kanadai Philippe Gagné állhatott fel, miután a – mindvégig a harmadik helyen álló – német Timo Barthel elrontotta harmadik ugrását, és csak 548,40 pontot ért el.

## Eredmény
| #  | Ország           | Név                          | Selejtező | Selejtező | Döntő   | Döntő  |
| #  | Ország           | Név                          | Rangsor   | Pontok    | Rangsor | Pontok |
| -- | ---------------- | ---------------------------- | --------- | --------- | ------- | ------ |
|    | Kína             | Jang Hao                     | 1         | 597,70    | 1       | 613,80 |
|    | Mexikó           | Rodrigo Diego Lopez          | 2         | 591,85    | 2       | 593,65 |
|    | Kanada           | Philippe Gagné               | 5         | 515,50    | 3       | 566,75 |
| 4  | Németország      | Timo Barthel                 | 3         | 527,15    | 4       | 548,40 |
| 5  | Ukrajna          | Pilip Tkacsenko              | 6         | 515,45    | 5       | 545,65 |
| 6  | USA              | Dashiell Enos                | 8         | 501,15    | 6       | 535,75 |
| 7  | Norvégia         | Daniel Jensen                | 7         | 508,15    | 7       | 532,40 |
| 8  | Fehéroroszország | Yury Naurozau                | 9         | 477,45    | 8       | 527,20 |
| 9  | Svájc            | Guillaume Dutoit             | 4         | 521,25    | 9       | 525,05 |
| 10 | Kolumbia         | Kevin Giovany García Álvarez | 10        | 475,85    | 10      | 460,40 |
| 11 | Olaszország      | Giacomo Ciammarughi          | 12        | 443,10    | 11      | 448,20 |
| 12 | Franciaország    | Alexis Jandard               | 11        | 452,60    | 12      | 439,10 |